# Rototom Sunsplash
El Rototom Sunsplash és el major festival de música reggae europeu, que actualment se celebra a la localitat de Benicàssim (la Plana Alta) després d'una llarga i consolidada trajectòria al poble d'Osoppo, a la província italiana d'Udine.
És el festival per excel·lència de la música jamaicana. Considerat com un autèntic ritu, és un esdeveniment en el qual, com suggereix el seu nom, només acaba quan els primers rajos de sol surten del mar, anunciant l'arribada d'un prometedor nou dia. Rototom Sunsplash, un tribut a l'esdeveniment homònim, neix l'any 1994 com a reunió de la comunitat reggae italiana i creix any rere any fins a arribar a ser considerat com l'esdeveniment reggae més gran d'Europa. La seva original fórmula barreja durant 7 dies consecutius música, diversió i moments de trobada, informació i reflexió. A més dels concerts i actuacions dels sound system es proposen moltes activitats que animen la vida del campament i el dia a dia de la comunitat resident en el festival.
A més d'acollir als artistes més importants el gènere sobre el seu escenari, també proposa moltes activitats culturals: el Rototom Sunsplash dona visibilitat i veu a temàtiques com el rastafarisme, la pau, la tolerància, el racisme, la no-violència, el respecte al medi ambient, etc.
I any rere any no deixa de créixer. A l'edició de 2011 va comptar amb més de 235.000 presències al llarg dels 10 dies de durada.
El Rototom Sunsplash ha rebut el reconeixement i patrocini de la UNESCO com a Esdeveniment Emblemàtic del Decenni Internacional per a una Cultura de Pau i No Violència (ONU - UNESCO del 2001 a 2010) i com a activitat connexa de Cultura Sense Fronteres, CSF, i del Seminari Interdisciplinari Mundial permanent de “La Cultura de Pau i No Violència” de les Nacions Unides (UNESCO-IPT-UCM).

## Història a Itàlia
L'any de 1994 neix el Rototom Sunsplash: el Rototom, famosa discoteca alternativa que va prendre la iniciativa per elaborar 2 jornades de música reggae i cultura jamaicana a Spilimbergo, Pordenone. Per a l'ocasió va ser condicionat un cámping gratuït per dormir allà. Encara que amb un cartell modest, el Rototom Sunsplash es va convertir ràpidament en punt de referència per als amants del gènere musical i de la cultura jamaicana.
Un any després el cartell inclou també artistes internacionals, donant a conèixer el festival, mentre que l'edició de 1996 s'amplia a tres dies.
L'any 1998 el Sunsplash es trasllada a Latisana, Udine, es dota de càmping equipat i acull ja a moltes entitats associatives i culturals. Un any més tard el Rototom es confirma com el festival reggae més seguit d'Europa, consolidant l'atenció que li han dedicat els mitjans i és retransmès en directe per internet.
Des de l'any 2000 el Rototom Sunsplash es trasllada a Osoppo (al Parc del Rivellino) i s'estén durant 9 dies. En els concerts es troben artistes de tot el món i la setmana es completa amb una sèrie de seminaris i debats, cursos i stands d'associacions benèfiques i sense ànim de lucre, que aconsegueixen transformar el Parc del Rivellino en una gran ciutat multiétnica en la qual la convivència entre les persones es basa en les grans utopies de la llibertat, la pau, el respecte i la germanor. Ja en l'edició de 2009, es van reunir 150.000 assistents, de diverses edats, nacionalitats i creences entorn d'aquesta mateixa filosofia.
En els anys següents continua la sèrie de grans noms que s'alternen sobre l'escenari (entre d'altres Burning Spear, Sizzla, Rita Marley, Jimmy Cliff, Junior Kelly, etc.) i començarà a ser retransmès via satèl·lit.

## El Rototom Sunsplash a Benicàssim
Per a la XVII edició (2010) es trasllada a la localitat costanera de Benicàssim, després de l'assetjament sofert per part de la justícia italiana. D'aquesta forma comença una nova etapa al costat del mar consolidant la seva posició com a festival internacional i multicultural per sobre d'estats, llengües i religions.
Tenen lloc debats, trobades sobre música reggae i cultura rasta, pel·lícules i documentals, exposicions de fotografia i art, cursos de percussió, dansa africana, capoeira i didjeridú, meditació i medicina alternativa. Equips professionals organitzen activitats d'entreteniment i joc per a la gran quantitat de nens i nenes que cada any poblen el festival.
L'agost de 2015, el festival va anul·lar la invitació al nord-americà Matisyahu després d'haver-se negat a manifestar la seva opinió personal sobre la proposta de dos estats al conflicte araboisraelià.
L'edició de 2019, comptà amb les actuacions destacades d'Anthony B, Misty in Roots i The Selecter, aquests dos darrers dins de les seves respectives gires de quarantè aniversari.